# Naoko Sakamoto (athlétisme)
Pour les articles homonymes, voir Naoko Sakamoto et Sakamoto.
Naoko Sakamoto (坂本 直子, Sakamoto Naoko) (née le 14 novembre 1980 à Nishinomiya) est une athlète japonaise spécialiste du marathon. 

## Carrière

### Palmarès
| Date | Compétition           | Lieu    | Épreuve  | Résultat | Performance     |
| ---- | --------------------- | ------- | -------- | -------- | --------------- |
| 2003 | Championnats du monde | Paris   | Marathon | 4e       | 2 h 25 min 25 s |
| 2004 | Marathon d'Ōsaka      | Ōsaka   | Marathon | 1re      | 2 h 25 min 29 s |
| 2004 | Jeux olympiques d'été | Athènes | Marathon | 7e       | 2 h 31 min 43 s |